# Винавер, Мишель
Мишель Винавер (фр. Michel Vinaver), собственно Мишель Гринбер (фр. Michel Grinberg; 13 января 1927[…], XVI округ Парижа — 1 мая 2022, XIII округ Парижа) — французский прозаик, драматург и переводчик, автор книг для детей.

## Биография
Родился в семье еврейских эмигрантов из России, внук видного русского политического деятеля начала XX века, члена I Государственной думы Максима Винавера. Племянник литературоведа Евгения Винавера.
Волонтёр французской армии в 1944—1945. После войны учился в Париже, Кюссе, Анси, Нью-Йорке, получил степень бакалавра искусств в Уэслианском университете (1947). Перевёл поэму Элиота «Бесплодная земля» (1947, опубл. 1984). С 1953 до середины 1980-х годов служил в компании Gillette. Как романист получил поддержку Альбера Камю, позже была издана их переписка 1946—1957 гг. С 1955 начал пробовать себя в драматургии. Профессор театроведения в Университете Париж VIII (1988). Автор инсценировки романа Генри Грина «Любовь» (под названием «Отель „Ифигения“», поставлена Антуаном Витезом), перевёл драму Горького «Дачники», трагедию Шекспира «Юлий Цезарь», пьесу Бото Штрауса «Время и комната» (поставлена Патрисом Шеро в театре Одеон) и др.
Скончался 1 мая 2022 года.

## Семья
Дочь — актриса Анук Гринбер (род. 1963), внучка — актриса Луиза Гринбер (род. 1993).

## Публикации

### Театр
- Les Coréens, Gallimard, 1956.
- Les Huissiers// Théâtre Populaire, 1958, № 29
- Iphigénie Hôtel// Théâtre Populaire, 1960, № 39
- Par-dessus bord, L’Arche Éditeur, 1972
- La Demande d’emploi, L’Arche Éditeur, 1973
- Théâtre de chambre, L’Arche Éditeur, 1978
- Les Travaux et les Jours, L’Arche Éditeur, 1979
- À la renverse, Lausanne, Éditions de l’Aire, 1980
- L’Ordinaire, Éditions de l’Aire, 1983
- Полное собрание драм/ Théâtre complet I et II. Lausanne: Éditions de l’Aire, 1986
- L'Émission de télévision, Éditions Actes Sud-Papiers, 1990.
- Le Dernier Sursaut, Éditions Actes Sud-Papiers, 1990.
- King(avec Les Huissiers), Éditions Actes-Sud, 1999.
- Статьи о театре/ Écrits sur le théâtre, Éditions de l’Aire, 1982 (новое изд. Écrits sur le théâtre I et II, L’Arche Éditeur, 1998).
- 11 septembre 2001/11 September 2001, L’Arche Éditeur, 2001

### Проза, переписка
- Lataume, роман. Éditions Gallimard, 1950.
- L’Objecteur, роман. Éditions Gallimard, 1951 (Премия Фенеона, 1952).
- Lapiaz, anatomie d’un paysage, Éditions du Passage, 1982.
- Albert Camus/ Michel Vinaver, S’engager? — Correspondance (1946—1957), L’Arche, 2012

### Публикации на русском языке
- Отель «Ифигения»// Антология современной французской драматургии. Т. 1. М.: Новое литературное обозрение, 2009
- Драмы в переводе И. Мягковой на сайте Театральная библиотека

## Признание
Премия Фенеона (1952). Премия Общества театральных авторов и композиторов (2004). Большая театральная премия Французской Академии (2006).